# World Table Hockey Tour
World Table Hockey Tour är en global bordshockeyliga där världens största och bästa turneringar ingår. Touren startades 2005 som en utvidgning av den europeiska touren EuroLeague.

## 2009/10
Slutställning
| Top 10                                 | Övriga toppsvenskar                        |
| -------------------------------------- | ------------------------------------------ |
| 1. Petr Tmej                           | 14. Jimmy Eklund (Fremad Eagles, DEN)      |
| 2. Ahti Lampi                          | 16. Martin Arenlind (Fremad Eagles, DEN)   |
| 3. Edgars Caics                        | 29. Pontus Eriksson (Umeå HSS)             |
| 4. Atis Silis                          | 37. Peter Östlund (Umeå HSS)               |
| 5. Yanis Galuzo                        | 39. Andreas Andersson (Fremad Eagles, DEN) |
| 6. Raivis Pukinskis                    |                                            |
| 7. Petter Bengtsson (BHK Möllan Rouge) |                                            |
| 8. Oleg Dmitrichenko                   |                                            |
| 9. Jakub Sladek                        |                                            |
| 10. Ivan Zaharov                       |                                            |

Deltävlingar
| Turnering                          | Guld               | Silver               | Brons                        | Övriga toppsvenskar                                 |
| ---------------------------------- | ------------------ | -------------------- | ---------------------------- | --------------------------------------------------- |
| Stiga U.S. Open                    | Bjarne Axelsen     | Bernie Kunzler       | Dany Leclerc                 |                                                     |
| Oslo Open                          | Petr Tmej          | Petter Bengtsson     | Stian Østrem Martin Arenlind | 6.Jimmy Eklund 13.Jerry Wikström                    |
| Centennial Challenge Cup           | Bjarne Axelsen     | Reggie Stefaniszyn   | Kent Richter                 |                                                     |
| Budapest Open                      | Petr Tmej          | David Smid           | Michal Zunka                 |                                                     |
| Helsinki Open                      | Petr Tmej          | Ahti Lampi           | Yanis Galuzo                 | 5.Petter Bengtsson                                  |
| Slovenia Open                      | Kristijan Curkovic | Bjarne Axelsen       | Vaclav Pikl                  |                                                     |
| Riga Open                          | Edgars Caics       | Ahti Lampi           | Andrey Voskoboynikov         | 10.Jimmy Eklund                                     |
| Ukraine Cup                        | Dmytro Kudrytsky   | Alexey Titov         | Yevhen Levdansky             |                                                     |
| Stiga Las Vegas                    | Lars Fridell       | Pontus Eriksson      | Bjarne Axelsen               |                                                     |
| Swedish Masters                    | Roni Nuttunen      | Petr Tmej            | Konsta Jukka Ahti Lampi      | 6.Lars Fridell 8.Peter Ostlund 14.Fredrik Johansson |
| Swiss Open                         | Timo Toivonen      | Bjarne Axelsen       | Erik Slechta                 |                                                     |
| Moscow Cup                         | Atis Silis         | Roni Nuttunen        | Edgars Caics                 |                                                     |
| Stiga North American Championships | Bjarne Axelsen     | Bernie Kunzler       | Kent Richter                 |                                                     |
| Trophy of Denmark                  | Bjarne Axelsen     | Frank Bruneske       | Anders Dodensig              |                                                     |
| Czech Open                         | Alexey Zaharov     | Michal Hvizd         | Raivis Pukinskis             | 12.Peter Östlund                                    |
| Sankt Petersburg Cup               | Yanis Galuzo       | Andrey Voskoboynikov | Anton Kiselyov               |                                                     |
| Berlin Open                        | Juho Rautio        | Jari Sahlgren        | Rene Albers                  |                                                     |
| Rose Bowl Classic                  | Bjarne Axelsen     | Denis Maille         | Arne Johannes Holmin         |                                                     |

## 2008/09
Slutställning
| Top 10                                 | Övriga toppsvenskar                      |
| -------------------------------------- | ---------------------------------------- |
| 1. Ahti Lampi                          | 11. Pontus Eriksson (Umeå HSS)           |
| 2. Edgars Caics                        | 23. Lars Fridell (Fremad Eagles, DEN)    |
| 3. Ivan Zaharov                        | 25. Jimmy Eklund (Fremad Eagles, DEN)    |
| 4. Petr Tmej                           | 38. Martin Arenlind (Fremad Eagles, DEN) |
| 5. Atis Silis                          | 49. Truls Månsson (Björkhagen Rangers)   |
| 6. Stefan Edwall (Enköpings HSC)       |                                          |
| 7. Kalle Bindekrans (BHK Möllan Rouge) |                                          |
| 8. Yanis Galuzo                        |                                          |
| 9. Alexey Zaharov                      |                                          |
| 10. Michal Hvizd                       |                                          |

Deltävlingar
| Turnering              | Guld             | Silver             | Brons                            | Övriga toppsvenskar                                                                                            |
| ---------------------- | ---------------- | ------------------ | -------------------------------- | --- |
| Stiga U.S. Open        | Rob Chargo       | Reggie Stefaniszyn | Bernie Kunzler                   | |
| Øresund Cup            | Kalle Bindekrans | Martin Arenlind    | David Nordström Henric Andersson | 6.Rickard Sjöstedt 7.Jesper Ingevaldsson 8.Andreas Andersson                                                   |
| Oslo Open              | Pontus Eriksson  | Stefan Edwall      | Kalle Bindekrans Yngve Aasheim   | 9.David Nordström 11.Jimmy Eklund                                                                              |
| Budapest Open          | Petr Tmej        | Imrich Blasko      | Bjarne Axelsen                   | |
| Helsinki Open          | Ahti Lampi       | Petr Tmej          | Magnus Ahlberg                   | |
| Slovenia Open          | Vaclav Pikl      | Kristijan Curkovic | Armin Camdzic                    | |
| Riga Open              | Atis Silis       | Ivan Zaharov       | Edgars Caics                     | 6.Lars Fridell 13.Pontus Eriksson 16.Stefan Edwall                                                             |
| Tallinn Cup            | Edgars Caics     | Atis Silis         | Didzis Ziemilis                  | |
| Stiga Las Vegas        | Bjarne Axelsen   | Anette Engel       | Denis Maille                     | |
| Swedish Masters        | Hans Österman    | Ivan Zaharov       | Stefan Edwall Lars Fridell       | 5.Kalle Bindekrans 8.Andreas Åman 10.Petter Bengtsson 11.David Freseus 12.Johan Gustavsson 13.Marcus Andersson |
| Swiss Open             | Michal Hvizd     | Leos Hvizd         | Bjarne Axelsen                   | |
| Moscow Cup             | Edgars Caics     | Ahti Lampi         | Ivan Zaharov                     | 5.Kalle Bindekrans                                                                                             |
| Czech Open             | Ahti Lampi       | Petr Tmej          | Edgars Caics                     | |
| Kiev Open              | Yevhen Levdansky | Maria Yalbacheva   | Yan Zaripov                      | |
| Berlin Open            | Mikus Saulitis   | Zdenek Matousek    | Mika Myllykangas                 | 5.Petter Bengtsson 8.Truls Månsson                                                                             |
| Rose Bowl Classic VIII | Bjarne Axelsen   | Steve Bernstein    | Hugues Dery                      | |

## 2007/08
Slutställning
| Top 10                            | Övriga toppsvenskar                      |
| --------------------------------- | ---------------------------------------- |
| 1. Roni Nuttunen                  | 13. Hans Österman (BHK Möllan Rouge)     |
| 2. Ivan Zaharov                   | 14. Marcus Andersson (Enköpings HSC)     |
| 3. Alexey Zaharov                 | 15. Pontus Eriksson (Umeå HSS)           |
| 4. Atis Silis                     | 18. Peter Östlund (Umeå HSS)             |
| 5. Edgars Caics                   | 20. Andreas Åman (Enköpings HSC)         |
| 6. Yanis Galuzo                   | 22. Kalle Bindekrans (BHK Möllan Rouge)  |
| 7. Petr Tmej                      | 26. Andreas Andersson (BHK Möllan Rouge) |
| 8. Ahti Lampi                     | 28. Lars Fridell (BHK Lugna Puckar)      |
| 9. Lukas Turon                    | 47. Martin Arenlind (Åhus BHoIF)         |
| 10. Stefan Edwall (Enköpings HSC) | 48. Rickard Sjöstedt (BHK Möllan Rouge)  |
|                                   | 50. Jimmy Eklund (BHK Möllan Rouge)      |

Deltävlingar
| Turnering        | Guld           | Silver             | Brons                                 | Övriga toppsvenskar |
| ---------------- | -------------- | ------------------ | ------------------------------------- | --- |
| Stiga U.S. Open  | Bernie Kunzler | Rob Chargo         | Denis Maille                          | |
| Oslo Open        | Hans Österman  | Edgars Caics       | Edgars Saulitis Petr Tmej             | 6.Marcus Andersson 8.Andreas Åman 9.Stefan Edwall 12.Jesper Ingevaldsson 13.Peter Östlund 15.Lars-Erik Svensson 16.Herman Steen |
| Ukraine Cup      | Alexey Titov   | Vitaliy Sapojnikov | Alexandr Kosyrev                      | |
| Canada Challenge | Kenny Dubois   | Hugues Dery        | Bernie Kunzler                        | |
| Øresund Cup      | Finn Fries     | Trygve Lie         | Kalle Bindekrans Arne Mahatma Solberg | 5.Rickard Sjöstedt 6.Peter Stensmyr                                                                                             |
| Helsinki Open    | Roni Nuttunen  | Ivan Zaharov       | Yanis Galuzo                          | 8.Stefan Edwall 12.Lars Fridell 13.Peter Östlund 15.Petter Bengtsson                                                            |
| Riga Open        | Atis Silis     | Alexey Zaharov     | Raivis Pukinskis                      | |
| Stiga Las Vegas  | Rob Chargo     | Kent Richter       | Jeff Thill                            | |
| Swedish Masters  | Hans Österman  | Roni Nuttunen      | Edgars Caics Alexey Zaharov           | 5.Stefan Edwall 8.Johan Gustafsson 14.Kalle Bindekrans 15.Pontus Eriksson 16.Anders Ekestubbe                                   |
| Swiss Open       | Michal Hvizd   | Bjarne Axelsen     | Vaclav Pikl                           | |
| Moscow Cup       | Roni Nuttunen  | Atis Silis         | Ahti Lampi                            | 8.Daniel Wallen 13.Kalle Bindekrans                                                                                             |
| Budapest Open    | Michal Hvizd   | Miroslav Ramsak    | Imrich Blasko                         | 7.Martin Arenlind |
| Bratislava Open  | Michal Hvizd   | David Smid         | Leos Hvizd                            | |
| Boston Challenge | Lars Fridell   | Kenny Dubois       | Matt Rogers                           | |
| Czech Open       | Ivan Zakharov  | Petr Tmej          | Alexey Zakharov                       | |
| Tallinn Cup      | Edgars Caics   | Atis Silis         | Bjarne Axelsen                        | |
| Berlin Open      | David Smid     | Andreas Andersson  | Martin Arenlind                       | 6.Micael Borgh 7.Truls Månsson 8.Jimmy Eklund                                                                                   |

## 2006/07
Slutställning
| Top 10                              | Övriga toppsvenskar                     |
| ----------------------------------- | --------------------------------------- |
| 1. Roni Nuttunen                    | 14. Stefan Edwall (Enköpings HSC)       |
| 2. Daniel Wallen (Alliance, RUS)    | 15. Peter Östlund (Umeå HSS)            |
| 3. Ivan Zaharov                     | 19. Thomas Petersson (Enköpings HSC)    |
| 4. Edgars Caics                     | 24. Herman Steen (Umeå HSS)             |
| 5. Kristian Iso-Tryykäri            | 25. Rickard Sjöstedt (BHK Möllan Rouge) |
| 6. Lukas Turon                      | 30. Petter Bengtsson (BHK Möllan Rouge) |
| 7. Atis Silis                       | 31. Henrik Brodin (TK Tigers)           |
| 8. Lars Fridell (BHK Lugna Puckar)  | 35. Jonas Bergström (Stockholms IK)     |
| 9. Hans Österman (BHK Möllan Rouge) | 44. David Nordström (Atletico Göteborg) |
| 10. Pontus Eriksson (Umeå HSS)      | 45. Martin Arenlind (Åhus BHoIF)        |
|                                     | 46. Finn Fries (BHK Möllan Rouge)       |
|                                     | 49. Andreas Åman (Enköpings HSC)        |

Deltävlingar
| Turnering        | Guld            | Silver           | Brons                            | Övriga toppsvenskar |
| ---------------- | --------------- | ---------------- | -------------------------------- | --- |
| Stiga Las Vegas  | Kenny Dubois    | Bernie Kunzler   | Rob Chargo                       | |
| Øresund Cup      | Hans Österman   | Finn Fries       | Pontus Eriksson Thomas Petersson | 5.Jonas Bergström 6.Marcus Andersson 7.Henrik Brodin 8.Lars-Erik Svensson                                                                          |
| Oslo Open        | Hans Österman   | Daniel Wallen    | Pontus Eriksson                  | 5.Stefan Edwall 6.Thomas Petersson 9.David Nordström 10.Robert Håkansson 11.Rickard Sjöstedt 12.Petter Bengtsson 13.Henrik Brodin                  |
| Canada Challenge | Pontus Eriksson | Jean Gelinas Jr. | Kenny Dubois                     | |
| Helsinki Open    | Roni Nuttunen   | Ivan Zaharov     | Konsta Jukka                     | 4.Daniel Wallen 5.Stefan Edwall 7.Thomas Petersson                                                                                                 |
| Riga Open        | Roni Nuttunen   | Daniel Wallen    | Janne Ollila                     | 5.Lars Fridell 8.Peter Östlund 10.Pontus Eriksson 14.Herman Steen 16.Martin Arenlind                                                               |
| Stiga Las Vegas  | Kenny Dubois    | Rob Chargo       | Reggie Stefaniszyn               | |
| Swedish Masters  | Roni Nuttunen   | Finn Fries       | Edgars Caics Ivan Zaharov        | 5.Hans Österman 6.Fredrik Johansson 8.Lars Fridell 9.Peter Östlund 10.Patrik Danielsson 11.Marcus Andersson 14.Petter Bengtsson 16.Jonas Bergström |
| Bratislava Open  | Lukas Turon     | Michal Hvizd     | Jakub Sladek                     | |
| Budapest Open    | Jan Dryak       | Michal Hvizd     | Jakub Sladek                     | |
| Moscow Open      | Roni Nuttunen   | Daniel Wallen    | Lukas Turon                      | |
| Boston Challenge | Herman Steen    | Kenny Dubois     | Pontus Eriksson Jean Gelinas Jr. | |
| Berlin Open      | Lukas Turon     | Petr Tmej        | Michal Hvizd                     | 4.Rickard Sjöstedt 6.Peter Stensmyr |
| Czech Open       | Ahti Lampi      | Atis Silis       | Lukas Turon                      | |

## 2005/06
Slutställning
| Top 10                           | Övriga toppsvenskar                     |
| -------------------------------- | --------------------------------------- |
| 1. Stefan Edwall (Enköpings HSC) | 12. Petter Bengtsson (BHK Möllan Rouge) |
| 2. Edgars Caics                  | 18. Peter Östlund (Umeå HSS)            |
| 3. Roni Nuttunen                 | 26. Martin Arenlind (Åhus BHoIF)        |
| 4. Alexey Zaharov                | 35. Hans Österman (BHK Möllan Rouge)    |
| 5. Yanis Galuzo                  | 44. David Andersson (Atletico Göteborg) |
| 6. Kristian Iso-Tryykäri         | 48. Finn Fries (BHK Möllan Rouge)       |
| 7. Ivan Zaharov                  |                                         |
| 8. Pontus Eriksson (Umeå HSS)    |                                         |
| 9. Stanislav Kraus               |                                         |
| 10. Yuriy Ivanov                 |                                         |

Deltävlingar
| Turnering          | Guld                  | Silver                | Brons                          | Övriga toppsvenskar                                                                                      |
| ------------------ | --------------------- | --------------------- | ------------------------------ | --- |
| Helsinki Open      | Roni Nuttunen         | Kristian Iso-Tryykäri | Ivan Zaharov                   | |
| Øresund Cup        | Hans Österman         | Petter Bengtsson      | Henric Andersson Peter Östlund | 5.Rickard Sjöstedt 6.Finn Fries 7.David Nordström 8.Herman Steen                                         |
| Gatineau Challenge | Steve Bernstein       | Hugues Dery           | Bruce Turner                   | |
| Riga Open          | Edgars Caics          | Pontus Eriksson       | Kristian Iso-Tryykäri          | 11.Martin Arenlind                                                                                       |
| Stiga Las Vegas    | Jacob Lindahl         | Peter Östlund         | Pontus Eriksson                | 4.Herman Steen                                                                                           |
| Swedish Masters    | Alexey Zaharov        | Stefan Edwall         | Finn Fries Hans Österman       | 6.Lars Fridell 8.Johan Gustafsson 9.Joakim Lundin 11.Andreas Åman 12.Pontus Eriksson 16.Patrik Hellström |
| Oslo Open          | Stefan Edwall         | Tore Lie              | Daniel Remmem                  | 5.Petter Bengtsson 11.David Andersson 14.Martin Arenlind                                                 |
| Moscow Open        | Michal Hvizd          | Yanis Galuzo          | Stefan Edwall                  | 4.Peter Östlund 6.Daniel Wallen                                                                          |
| Boston Challenge   | Kristian Iso-Tryykäri | Kenny Dubois          |                                | |
| Czech Open         | Jan Suchy             | Stanislav Kraus       | Lukas Turon                    | |
| Budapest Open      | Petr Tmej             | Jakub Sladek          | David Smid                     | |
| Bratislava Open    | Ivan Zaharov          | Lukas Turon           | Jakub Sladek                   | |
| Berlin Open        | Øyvind Hansen         | Björn Söderström      | Pål Bakken                     | 5.Jonas Bergström 7.Erik Werner                                                                          |